# Heravale, Sagar
Heravale là một làng thuộc tehsil Sagar, huyện Shimoga, bang Karnataka, Ấn Độ.